# Жепин (гмина)
Жепин (пол. Rzepin) — гмина (волость) в Польше, входит как административная единица в Слубицкий повет, Любушское воеводство. Население — 9932 человека (на 2004 год).

## Соседние гмины
1. Гмина Цыбинка
2. Гмина Гужица
3. Гмина Осьно-Любуске
4. Гмина Слубице
5. Гмина Тожим